# Nick Holonyak Jr.
Nick Holonyak Jr. (Zeigler, 3 novembre 1928 – Urbana, 18 settembre 2022) è stato un inventore statunitense.

## Biografia
Può essere considerato a tutti gli effetti l'inventore del LED, in quanto è stato il primo a metterne a punto nel 1962 il primo esemplare funzionante nello spettro visibile mentre lavorava come consulente per la General Electric.
Holonyak era figlio di immigrati dell'Impero austro-ungarico in un territorio che ora è ucraino, suo padre era di origine ceca, mentre sua madre era austriaca.
Nel corso della sua lunga carriera è sempre stato molto attivo nel campo dei semiconduttori, e dal 1963 ha iniziato la sua collaborazione con l'Università dell'Illinois, sia come insegnante che come ricercatore.
Nel 2004 ha vinto il Premio Lemelson-MIT.